# Feichten an der Alz
Feichten an der Alz (amtlich Feichten a.d.Alz) ist eine Gemeinde und ein Pfarrdorf im oberbayerischen Landkreis Altötting.

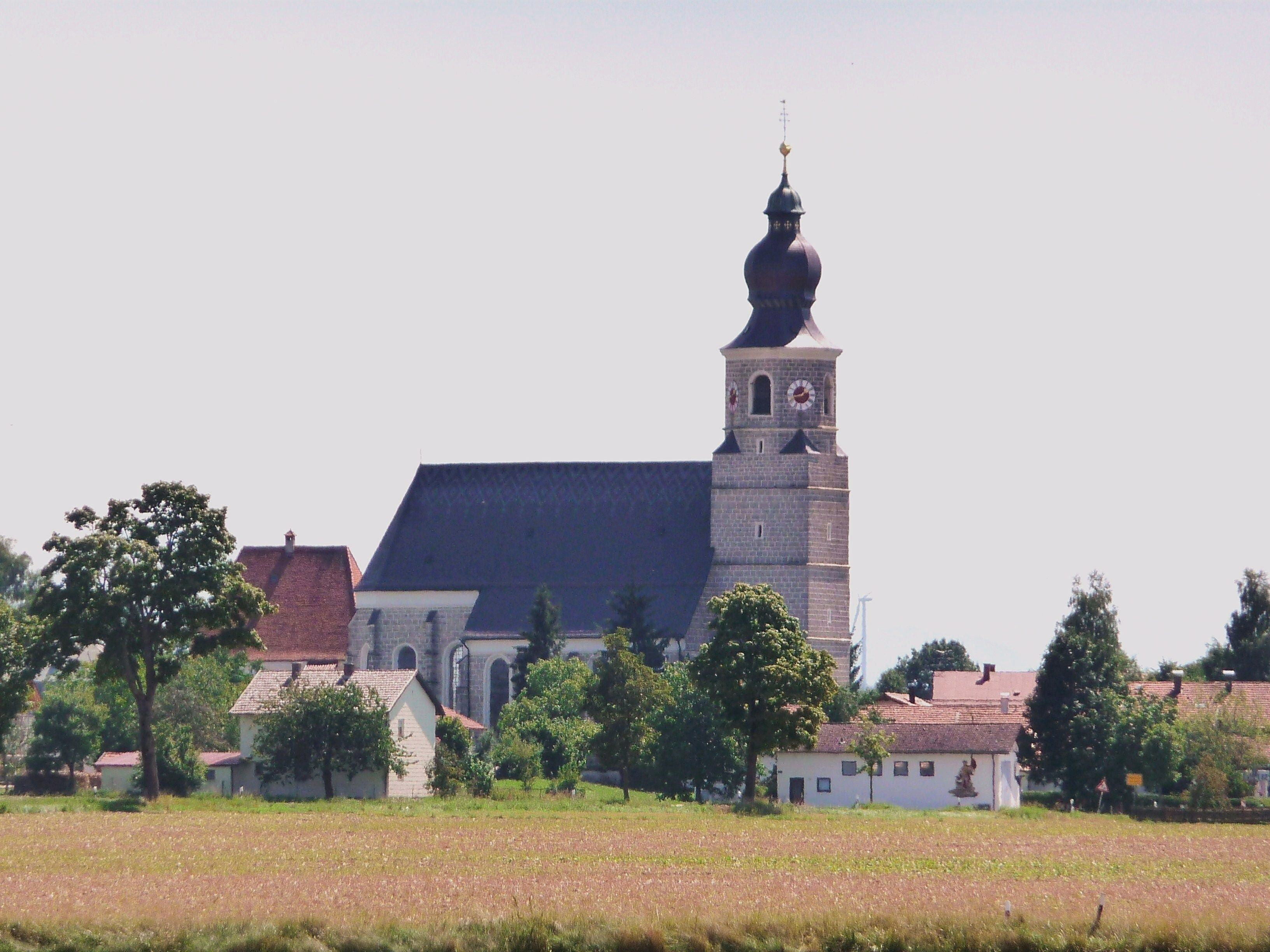
Pfarrkirche Mariä Himmelfahrt

## Geografie

### Lage
Die Gemeinde liegt etwa 75 km östlich von München und 12 km von der Grenze nach Österreich entfernt. 22 km südwestlich befindet sich der Chiemsee. Das Gemeindegebiet ist relativ eben mit Höhen um die 500 m ü. NHN. Am westlichen Rand verläuft die Alz, in deren Tal fällt es auf ca. 450 m ü. NHN ab.
Die Kreisstraßen AÖ 23 und in Verlängerung die AÖ 26 durchqueren die Gemeinde. Weiter westlich, in der Nachbargemeinde Tacherting, verläuft die B 299.

### Gemeindegliederung
Es gibt 38 Gemeindeteile (in Klammern ist der Siedlungstyp angegeben):
- Amsham (Weiler)
- Attenberg (Einöde)
- Brandl (Einöde)
- Bruckhaus (Einöde)
- Edelham (Dorf)
- Edenstraß (Einöde)
- Eggfeld (Einöde)
- Ellerting (Weiler)
- Eschetshub (Weiler)
- Feichten a.d.Alz (Pfarrdorf)
- Fernreith (Weiler)
- Fernschachen (Weiler)
- Geberting (Einöde)
- Gigling (Einöde)
- Gramsham (Dorf)
- Haid (Einöde)
- Hüttenthal (Einöde)
- Irgreit (Einöde)
- Kaitl (Einöde)
- Kaltenstadl (Einöde)
- Lehen (Einöde)
- Lohner (Einöde)
- Manetsed (Einöde)
- Mankham (Dorf)
- Moos (Einöde)
- Oberweidach (Weiler)
- Östern (Einöde)
- Piretz (Einöde)
- Priel (Einöde)
- Reichstraß (Einöde)
- Schachen (Weiler)
- Schächen (Einöde)
- Schifföd (Einöde)
- Schmidstadt (Einöde)
- Schregl (Einöde)
- Steinbrecher (Einöde)
- Thal (Einöde)
- Veitlöd (Einöde)

## Geschichte
Der Ort Feichten wird Anno 739 unter dem Namen „Fuihte“ bei einer Schenkung im Zusammenhang mit der Gründung von Kloster Herrenchiemsee erstmals urkundlich erwähnt. Erzbischof Arn von Salzburg kommt 785 durch einen Tausch in den Besitz des Gehöfts, aus dem Feichten damals besteht. Um das Jahr 1150 kommt Feichten mit anderen Lehen vom Erzstift Salzburg an den Pfalzgrafen Rapoto I. von Kraiburg-Ortenburg. Um 1259 wird Feichten durch Kauf bayerisch.
1527 erscheint als Pfarrherr Christoph Langenmantel († 1538), 1518 Fluchthelfer Martin Luthers aus Augsburg. Als Burghauser Pfarrer erhielt er, auf ausdrücklichen Wunsch Herzog Wilhelms IV., zusätzlich die Pfarrei Feichten an der Alz, da er sich „in Italien und Bayern vielfach verdient gemacht“ habe. 1535 wurde sie wieder neu vergeben. Der spätere Bischof Johann Jakob von Lamberg erhielt 1587 Feichten an der Alz als Pfarrei zugewiesen. Der Ort gehörte später längere Zeit den Grafen von Preysing und war Bestandteil der Preysingschen Herrschaft Wald.
1818 kam es mit dem bayerischen Gemeindeedikt zur Bildung der jetzigen Gemeinde Feichten. 1963 erhielt die Gemeinde offiziell den Namen „Feichten a.d.Alz“. 1965/66 kam es zum Bau der jetzigen Schule mit Lehrerwohnhaus und Gemeindekanzlei. Mit der Gebietsreform in Bayern wurde Feichten 1978 Mitglied der Verwaltungsgemeinschaft Kirchweidach.

### Einwohnerentwicklung
Zwischen 1988 und 2018 wuchs die Gemeinde von 959 auf 1212 Einwohner bzw. um 26,4 %.

## Politik
Die Gemeinde ist Mitglied der Verwaltungsgemeinschaft Kirchweidach.

### Bürgermeister
Erster Bürgermeister ist seit 1. Oktober 2017 Johann Vordermaier (CSU/Freie Wähler), der sich ohne Gegenkandidaten mit 88,2 % der Stimmen durchsetzte und am 15. März 2020 mit 91,0 % der Stimmen für die Amtszeit Mai 2020 bis April 2026 wiedergewählt wurde. Sein Vorgänger war Johann Aicher (CSU/Freie Wähler).

### Gemeinderat
Nach der letzten Kommunalwahl am 15. März 2020 hat der Gemeinderat zwölf Mitglieder. Die Wahlbeteiligung lag bei 62,3 % (2014: 65,3 %). Die Wahl brachte folgendes Ergebnis:
|  | CSU/Freie Wählerschaft                 | 8 Sitze | (65,4 %) |
|  | Unabhängige Wählervereinigung Feichten | 4 Sitze | (34,6 %) |

Gegenüber der Amtszeit 2014 bis 2020 gewann die Unabhängige Wählervereinigung Feichten ein Mandat von CSU/Freier Wählerschaft dazu. Weiteres Mitglied und Vorsitzender des Gemeinderates ist der Bürgermeister.

### Wappen
| Wappen der Gemeinde Feichten an der Alz | Blasonierung: „In Gold auf gesenktem Wellenbalken stehend ein rot bewehrter schwarzer Löwe, der eine bewurzelte Fichte in den Vorderpranken hält.“ |
| Wappen der Gemeinde Feichten an der Alz | Wappenbegründung: Der schwarze Löwe im goldenen Feld wurde aus dem alten Salzburger Wappen übernommen und verweist auf die sehr alte Beziehung zu Salzburg. Feichten ist erstmals 815 als Fiuhtan in Zusammenhang mit einer schon vor 789 erfolgten Besitzübertragung an die Kirche in Salzburg urkundlich nachweisbar. Die Fichte in den Pranken des Löwen redet für den Gemeindenamen; Feichten ist von ichten abgeleitet und ist als Siedlung bei den Fichten zu deuten. Die Fichte spielt zugleich auf die historische Zugehörigkeit zur Herrschaft Wald an. Der Wellenbalken nimmt Bezug auf die Lage der Gemeinde an der Alz. Dieses Wappen wird seit 1982 geführt. |

## Kultur und Sehenswürdigkeiten

### Baudenkmäler
- Katholische Pfarr- und Wallfahrtskirche St. Mariae Himmelfahrt
- Pfarrhof aus der ersten Hälfte des 16. Jahrhunderts
- Zahlreiche Kapellen und Vierseithöfe in den umliegenden Orten

### Geotope
- Nagelfluhaufschluss Mankham; geowissenschaftliche Bedeutung „wertvoll“, mit geologischen Orgeln, verwachsen[7]
- Bahneinschnitt Schmitstadt; geowissenschaftliche Bedeutung „bedeutend“, verwachsen[8]

## Persönlichkeiten
- Lorenz Fehenberger (1912–1984), Opernsänger, geboren in Oberweidach
- Franz Mußner (1916–2016), Theologe und Hochschullehrer, geboren in Edelham
- Hermann Wagner (1907–2003), Pfarrer, Schriftsteller und Ehrenbürger von Feichten